# Polypedilum exilicaudatum
Polypedilum exilicaudatum är en tvåvingeart som beskrevs av Ole Anton Saether och Sundal 1999. Polypedilum exilicaudatum ingår i släktet Polypedilum och familjen fjädermyggor. Inga underarter finns listade i Catalogue of Life.